# نصرالله سبزواری
نصرالله سبزواری (۱۳۰۱ – ۱۳۴۸) نمایندهٔ مجلس شورای ملی در دوره بیست و دوم از حوزه انتخابیه تهران بود.
نصرالله، فرزند قاسم، در ۱۳۰۱ در شهرضا متولد شد. تحصیلات دوره ابتدایی و متوسطه را در اصفهان طی کرد و از آموزشگاه عالی جنگل دیپلم گرفت. مدارک کارشناسی حقوق قضایی، کارشناسی ارشد علوم اداری و نیز مدیریت شهرداری، و دکترای علوم سیاسی را اخذ کرد.
ابتدا به استخدام وزارت کشاورزی درآمد، سپس ریاست چند ادارهٔ کل را بر عهده گرفت. به سمت بازرس عالی نخست‌وزیری نیز رسید. عضو کانون مشاورین فنی و نیز عضو مؤسس، رئیس دبیرخانه، عضو شورای مرکزی حزب، و عضو هیئت اجرایی حزب ایران نوین نیز بود.
او در انتخابات ۱۳۴۶ مجلس، با کسب ۲۲۴٬۲۴۳ رأی از مجموع ۲۷۵٬۱۸۴ رأی مأخوذه به نمایندگی از مردم تهران به مجلس راه یافت. اما در ۲۸ مرداد ۱۳۴۸ حین نمایندگی درگذشت.